# Euphaea cardinalis
Euphaea cardinalis – gatunek ważki z rodziny Euphaeidae.